# Малабарське узбережжя
12°01′00″ пн. ш. 75°17′00″ сх. д. / 12.0167° пн. ш. 75.2833° сх. д.

Малабарський берег на мапі Індії

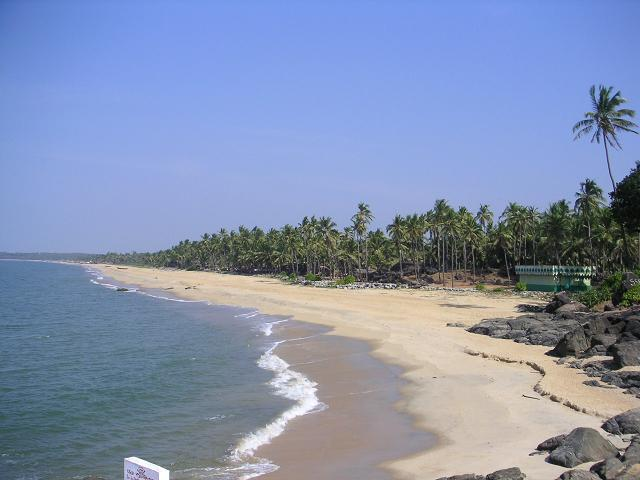
Пляж біля форту Бекал, Керала.

Малабарське узбережжя, або Малабар — довге і вузьке узбережжя на південному заході півострова Індостан, розташоване на південь від Гоа, між Аравійським морем і Західними Гатами. Узбережжя простягається на 845 км по території індійських штатів Карнатака і Керала. На узбережжі знаходилася історична область Південної Індії — Малабар.
Узбережжя є алювіальною низовиною шириною до 80 км, здебільшого низинний і топкий, місцями є піщані пляжі. Берегова смуга шириною 1-2 км має багато глибоких лагун, в деяких з яких розташовані морські порти, такі як Кочин і Калікут (Кожикоде).

## Клімат і рослинність
Клімат регіону субекваторіальний, мусонний. Середня температура повітря коливається від 25 °C до 28 °C. Опади до 2-3 тис. мм на рік, в основному в кінці літа. Сухий сезон на півдні триває з січня по лютий, на півночі — з грудня по квітень.
Низовини і схили гір зі сходу покриті тропічними вічнозеленими лісами, з великою різноманітністю видів: тік, Dalbergia і махагонія, а також пальми, бамбук, камелії, сандалове дерево, різні ліани і орхідеї. Гирла річок мають мангри .

## Господарське використання
Малабарське узбережжя є одним з найгустонаселеніших районів Індії. Його землі використовують для землеробства — рисові поля, плантації кави, кокосової пальми, манго, бананів. Також вирощуються перець, кардамон і горіхи кеш'ю.
На узбережжі видобувають монацит з розсипів морського походження, також відомі великі запаси торієвих пісків.

## Історія
Численні портові міста Малабара, такі як Кожикоде і поселення Oddeway Torre (обидва були частиною Голландської Індії), а також Кочин і Каннур протягом століть були центрами торгівлі в Індійському океані.
У 4 ст. на Малабар прибув християнський проповідник Фома Канський, що заснував велику християнську громаду .
Спеціалізація на морській торгівлі призвела до появи великої різноманітності культур в прибережних поселеннях Малабарського узбережжя. У цих містах з'явилися перші групи християн, євреїв і мусульман в Індії.